# Barapasaurus
Barapasaurus é um gênero de dinossauro herbívoro e quadrúpede que viveu no início do período Jurássico. O seu nome significa Reptil de Grandes Patas pois os seus fémures mediam 7 metros. Media em torno de 18 metros de comprimento, 7,5 metros de altura e seu peso é até então desconhecido.

## Localização e Classificação
O Barapasaurus viveu na Ásia e seus fósseis foram encontrados na Índia. Foi um dos primeiros saurópodos a surgir na Terra, a princípio tentaram classificá-lo como sendo da família cetiosauridae, mas mais tarde, após estudos mais aprofundados, os cientistas o incluíram na família Vulcanodontidae.

## Alimentação
O animal tinha dentes em forma de colher, como outros saurópodes, o que indica que comia ramos de altura média (tal como os elefantes atualmente). As pedras encontradas no seu estômago mostram que usava gastrólitos para ajudar na digestão.

## Defesa
Sempre que se via ameaçado por algum predador, Barapasaurus erguia-se nas pernas traseiras para parecer mais alto e ameaçador.
Comparado com outros saurópodes, Barapasaurus exigia extremidades mais esbeltas.
Já foram encontrados registros fósseis de mais de 300 espécimes de Barapasaurus de pelo menos seis indivíduos diferentes, o que supõe que fossem numerosos e andassem em manadas.